# Microlestes reitteri
Microlestes reitteri es una especie de escarabajo de la familia Carabidae.

## Distribución geográfica
Se distribuye por la península ibérica (España).